# How to Clean a Couple o’ Things
How to Clean a Couple o’ Things – minialbum kanadyjskiej grupy Propagandhi, którego okładka jest zmodyfikowaną wersją okładki zaprzyjaźnionej grupy NOFX.

## Lista utworów
1. Pigs Will Pay
2. Stick the Fucking Flag Up Your Ass, You Skinhead Creep